# Georges Colin (acteur)
Pour les articles homonymes, voir Georges Colin.
Georges Edgard Colin né à Paris 16e le 10 mars 1880 et mort à Paris 8e le 14 janvier 1945, est un acteur français.

## Filmographie
- 1909 : Moines et guerriers, court-métrage de Julien Clément
- 1918 : Les Gosses dans les ruines (The Kiddies in the Ruins), court-métrage de George Pearson : Maurice Regnard
- 1918 : La Geôle, de Gaston Ravel : Pascal de Trémeur
- 1918 : Ce bon La Fontaine, court-métrage de Gaston Ravel
- 1921 : Gigolette, d'Henri Pouctal : Charles Arnaud
- 1921 : Quand les feuilles tomberont, court-métrage de Fernand Rivers et Marcel Simon
- 1925 : La Clé de voûte, de Roger Lion : M. Lanson
- 1927 : Les Fiançailles rouges, de Roger Lion : le syndic des Gens de mer
- 1928 : La Venenosa[4], de Robert Lion : Monsieur Loyal
- 1929 : Un soir au cocktail's bar, de Roger Lion : le grand Charles
- 1929 : L'Appel de la chair, Roger Lion : le docteur Noury
- 1929 : Amour de louve, court-métrage de Roger Lion : José
- 1930 : Le Procureur Hallers, de Robert Wiene : Miniature
- 1930 : Marius à Paris, court-métrage de Roger Lion : Marius Pitchouris
- 1930 : Eau, gaz et amour à tous les étages, court-métrage de Roger Lion
- 1931 : La Fin du monde, d'Abel Gance : Werster
- 1931 : Le Train des suicidés, de Edmond T. Gréville : Joe Crackett
- 1931 : L'Aiglon, de Victor Tourjansky : le maréchal Marmont
- 1932 : Mélo, de Paul Czinner
- 1933 : Rivaux de la piste, de Serge de Poligny : Stern
- 1933 : Le Monstre, court-métrage de Lucien Jaquelux
- 1934 : Le Scandale, de Marcel L'Herbier : Herschen
- 1934 : Pierrot mon ami, court-métrage de Lucien Jaquelux : le directeur
- 1934 : Le Malade imaginaire, de Lucien Jaquelux : le docteur Diafoirus
- 1935 : Rêve éternel / Le Roi du Mont-Blanc, d'Henri Chomette et Arnold Fanck : le père de Marie
- 1935 : La Fille de madame Angot de Jean Bernard-Derosne : Jérôme
- 1935 : Le Chemineau, de Fernand Rivers : François
- 1937 : Salonique, nid d'espions / Mademoiselle Docteur, de Georg Wilhelm Pabst : le major Jacquart
- 1937 : L'Appel de la vie, de Georges Neveux : Castanier
- 1937 : Claudine à l'école, de Serge de Poligny : Dutertre
- 1942 : Le Bienfaiteur, d'Henri Decoin : l'inspecteur Picard
- 1942 : Haut-le-Vent, de Jacques de Baroncelli
- 1943 : Le Comte de Monte-Cristo, 1re époque, de Robert Vernay : le juge d'instruction
- 1943 : Le Chant de l'exilé, d'André Hugon : Carlos Carmossa
- 1943 : Les Anges du péché, de Robert Bresson : le chef de la P.J..
- 1943 : L'Homme qui vendit son âme, de Jean-Paul Paulin : Surot
- 1943 : Vautrin, de Pierre Billon : Contenson
- 1946 : Le Dernier Sou, d'André Cayatte : Moreau

## Distinctions
- Officier d'Académie (arrêté du ministre de l'Instruction publique et des Beaux-Arts du 4 avril 1914)[5]
- Chevalier de la Légion d'honneur (1935)